# Venus (Texas)
Venus város az USA Texas államában, Ellis megyében. Lakosainak száma 4361 fő (2020. április 1.).

## Népesség
A település népességének változása:

| 2010 | 2 960 |
| 2020 | 4 361 |